# Léopold-François de Habsbourg-Toscane
Succession
Prétendant au trône de Toscane
21 janvier 1984 – 18 juin 1993
(9 ans, 4 mois et 28 jours)
Léopold-François de Habsbourg, né au château de Leutstetten (près de Starnberg, Bavière, Allemagne) le 25 octobre 1942 et mort le 23 juin 2021, est un membre de la maison de Habsbourg-Lorraine, prétendant au trône du grand-duché de Toscane de 1984 à 1993. Il portait les titres de courtoisie d'archiduc d'Autriche et grand-duc de Toscane. Il est le fils de Gottfried de Habsbourg-Toscane (1902-1984) et de Dorothée Marie de Bavière.

## Mariages
Il a contracté deux mariages.
Premier mariage
Il épouse civilement à Sankt Gilgen am Wolfgangsee (près de Salzbourg, Autriche) le 19 juin 1965 et religieusement à Menetou-Salon (Cher, France) le 28 juillet 1965 Laetitia de Belzunce d'Arenberg (en) (née en 1941). Mariage dissous à Salzbourg (Autriche) le 27 mai 1981.
Postérité :
- Sigismond Othon Marie Joseph Godefroy Henri Eric Léopold Ferdinand de Habsbourg (Lausanne, 21 avril 1966), grand-duc de Toscane, épouse à Londres le 11 septembre 1999 Elyssa Edmonstone of Duntreath (1973), dont il divorce en 2013. Ils ont 3 enfants :
  - Léopold Amédée Pierre Ferdinand Archibald de Habsbourg (Glasgow, 9 mai 2001)
  - Tatyana Marie Thérèse Laetitia Juliette de Habsbourg (Livingston, 3 mars 2003)
  - Maximilien Etienne Sigismond Guillaume Bruce Eric Léopold de Habsbourg (Livingston, 27 mai 2004)
- Gontran Marie de Habsbourg (1967), en 1996, il épousa Debora de Sola (1970), titrée comtesse de Habsbourg, d'où :
  - Anne Faustine de Habsbourg, comtesse de Habsbourg (née en 2001)
  - Titien Léopold de Habsbourg, comte de Habsbourg (né en 2004)

Second mariage
Il épouse le 18 juin 1993 Marta Julia Pérez Valverde (née en 1947), une psychanalyste viennoise d'origine argentine.
Mariage sans postérité et dissous à Salzbourg (Autriche) le 13 juillet 1998.

## Biographie
Ayant effectué des études d’ingénieur à Munich (Bavière, Allemagne) il réside en Uruguay de 1965 à 1973 avant de gagner l’Autriche. Son épouse Laetitia reste en Uruguay où elle gère les domaines de son beau-père et père adoptif Erik Engelbert (1901-1992) prince et duc d'Arenberg.

Drapeau du grand-duché de Toscane, disparu en 1860 et intégré dans le nouveau royaume d'Italie (1861-1946)

Léopold-François de Habsbourg visite officiellement Florence le 16 mars 1985. Il est reçu par Gianfranco Bartoloni, président de la région Toscane, qui annonce que 1986 serait l’« année de Lorraine » dédiée aux grands-ducs de Toscane de la maison de Habsbourg-Lorraine.
Il renonce à ses droits comme chef de la maison de Toscane le 12 avril 1994, à l'occasion de son deuxième mariage, en faveur de son fils aîné Sigismond.
Remarié civilement après son divorce, il abandonne la grande maîtrise des ordres dynastiques de Saint-Étienne et de Saint-Joseph, sur lesquels l'Église catholique romaine garde un droit de regard [réf. nécessaire].

## Aspect historique
Selon plusieurs historiens, lors de la Troisième guerre d'indépendance italienne (1866), l'empire d'Autriche dut reconnaître le royaume d'Italie, désavouant malgré lui Ferdinand IV comme grand-duc légitime de Toscane. Cela a privé l'ancien souverain de toute possibilité de revenir à la possession du grand-duché. Il se retire dans la vie privée et cesse de faire de la politique. Le 20 décembre 1866, Ferdinand IV et ses fils réintègrent la maison impériale. Alors que Ferdinand était autorisé à garder son fons honorum à vie, ses héritiers ne pouvaient porter que le titre d'archiduc d'Autriche, sans la spécification de prince ou princesse de Toscane. Le dernier souverain de Toscane abdique finalement les droits dynastiques du grand-duché en 1870 au profit de l'empereur François-Joseph Ier,,, et ses descendants ont donc également perdu tous leurs droits dynastiques sur le trône toscan. À la mort en exil en 1908 du grand-duc, l'empereur François-Joseph interdit à ses héritiers de prendre les titres de grand-duc ou de prince ou de princesse de Toscane,. Le grand magistère de l'ordre de Saint-Étienne a cessé, pour les raisons déjà exposées, avec la mort de Ferdinand IV.

### Sources
- Sur Leopold voir pages 227 in Chantal de Badts de Cugnac et Guy Coutant de Saisseval, Le Petit Gotha, nouvelle édition augmentée et mise à jour 2002, éditeur Le Petit Gotha, 989 pages  (ISBN 2-9507974-3-1)
- Sur Leopold-Franz voir page 121  in Nicolas Enache, La Descendance de Marie-Thérèse de Habsbourg, reine de Hongrie et de Bohême, 1996, édité par L’Intermédiaire des chercheurs et curieux, 795 pages  (ISBN 2-908003-04-X)
- Sur Léopold III   voir page 150 et 151  in Jean-Fred Tourtchine, L’Empire d’Autriche volume III, collection Les Manuscrits du Cèdre. Dictionnaire historique et généalogique, CEDRE (Cercle d'études des dynasties royales européennes), 265 pages, janvier 1992,  (ISSN 0993-3964)
- Sur Léopold-François voir page 347 in Michel Sementéry, Les dynasties d'Europe au XXe siècle, éditeur : Paris : Christian, 2001, 442 pages   (ISBN 2-86496-088-5)
- Georges Martin, Histoire et généalogie des Maisons de Ligne et d’Arenberg, tome I : Maison de Ligne, éditeur : Lyon : Georges Martin, 2003, 259 pages   (ISBN 2-901990-01-0)
- Sur Erik Engelbert (1901-1992), voir page 89 in Georges Martin, Histoire et généalogie des Maisons de Ligne et d’Arenberg, tome II : Maison d’Arenberg, éditeur : Lyon : Georges Martin, 2003, 255 pages   (ISBN 2-901990-01-0)

## Quatre quartiers
|  |  | Pierre-Ferdinand de Habsbourg-Toscane, grand-duc (titulaire) de Toscane | Pierre-Ferdinand de Habsbourg-Toscane, grand-duc (titulaire) de Toscane | Pierre-Ferdinand de Habsbourg-Toscane, grand-duc (titulaire) de Toscane | Pierre-Ferdinand de Habsbourg-Toscane, grand-duc (titulaire) de Toscane | Pierre-Ferdinand de Habsbourg-Toscane, grand-duc (titulaire) de Toscane      | Pierre-Ferdinand de Habsbourg-Toscane, grand-duc (titulaire) de Toscane      |                                                                              |                                                                              | Marie-Christine de Bourbon-Siciles (1877-1947)                               | Marie-Christine de Bourbon-Siciles (1877-1947)                               | Marie-Christine de Bourbon-Siciles (1877-1947) | Marie-Christine de Bourbon-Siciles (1877-1947) | Marie-Christine de Bourbon-Siciles (1877-1947) | Marie-Christine de Bourbon-Siciles (1877-1947) |                                                                                     |  |  |  | François Marie Luitpold de Bavière, prince de Bavière (1875-1957) | François Marie Luitpold de Bavière, prince de Bavière (1875-1957) | François Marie Luitpold de Bavière, prince de Bavière (1875-1957) | François Marie Luitpold de Bavière, prince de Bavière (1875-1957) | François Marie Luitpold de Bavière, prince de Bavière (1875-1957) | François Marie Luitpold de Bavière, prince de Bavière (1875-1957) |                                                             |                                                             | Isabelle-Antoinette de Croÿ, princesse de Croÿ (1890-1982)  | Isabelle-Antoinette de Croÿ, princesse de Croÿ (1890-1982)  | Isabelle-Antoinette de Croÿ, princesse de Croÿ (1890-1982) | Isabelle-Antoinette de Croÿ, princesse de Croÿ (1890-1982) | Isabelle-Antoinette de Croÿ, princesse de Croÿ (1890-1982) | Isabelle-Antoinette de Croÿ, princesse de Croÿ (1890-1982) |  |  |  |  |  |  |  |  |  |  |  |  |  |  |  |  |  |  |  |  |  |  |  |  |
|  |  | Pierre-Ferdinand de Habsbourg-Toscane, grand-duc (titulaire) de Toscane | Pierre-Ferdinand de Habsbourg-Toscane, grand-duc (titulaire) de Toscane | Pierre-Ferdinand de Habsbourg-Toscane, grand-duc (titulaire) de Toscane | Pierre-Ferdinand de Habsbourg-Toscane, grand-duc (titulaire) de Toscane | Pierre-Ferdinand de Habsbourg-Toscane, grand-duc (titulaire) de Toscane      | Pierre-Ferdinand de Habsbourg-Toscane, grand-duc (titulaire) de Toscane      |                                                                              |                                                                              | Marie-Christine de Bourbon-Siciles (1877-1947)                               | Marie-Christine de Bourbon-Siciles (1877-1947)                               | Marie-Christine de Bourbon-Siciles (1877-1947) | Marie-Christine de Bourbon-Siciles (1877-1947) | Marie-Christine de Bourbon-Siciles (1877-1947) | Marie-Christine de Bourbon-Siciles (1877-1947) |                                                                                     |  |  |  | François Marie Luitpold de Bavière, prince de Bavière (1875-1957) | François Marie Luitpold de Bavière, prince de Bavière (1875-1957) | François Marie Luitpold de Bavière, prince de Bavière (1875-1957) | François Marie Luitpold de Bavière, prince de Bavière (1875-1957) | François Marie Luitpold de Bavière, prince de Bavière (1875-1957) | François Marie Luitpold de Bavière, prince de Bavière (1875-1957) |                                                             |                                                             | Isabelle-Antoinette de Croÿ, princesse de Croÿ (1890-1982)  | Isabelle-Antoinette de Croÿ, princesse de Croÿ (1890-1982)  | Isabelle-Antoinette de Croÿ, princesse de Croÿ (1890-1982) | Isabelle-Antoinette de Croÿ, princesse de Croÿ (1890-1982) | Isabelle-Antoinette de Croÿ, princesse de Croÿ (1890-1982) | Isabelle-Antoinette de Croÿ, princesse de Croÿ (1890-1982) |  |  |  |  |  |  |  |  |  |  |  |  |  |  |  |  |  |  |  |  |  |  |  |  |
|  |  |                                                                         |                                                                         |                                                                         |                                                                         |                                                                              |                                                                              |                                                                              |                                                                              |                                                                              |                                                                              |                                                |                                                |                                                |                                                |                                                                                     |  |  |  |                                                                   |                                                                   |                                                                   |                                                                   |                                                                   |                                                                   |                                                             |                                                             |                                                             |                                                             |                                                            |                                                            |                                                            |                                                            |  |  |  |  |  |  |  |  |  |  |  |  |  |  |  |  |  |  |  |  |  |  |  |  |
|  |  |                                                                         |                                                                         |                                                                         |                                                                         | Gottfried de Habsbourg-Toscane (1902-1984), grand-duc (titulaire) de Toscane | Gottfried de Habsbourg-Toscane (1902-1984), grand-duc (titulaire) de Toscane | Gottfried de Habsbourg-Toscane (1902-1984), grand-duc (titulaire) de Toscane | Gottfried de Habsbourg-Toscane (1902-1984), grand-duc (titulaire) de Toscane | Gottfried de Habsbourg-Toscane (1902-1984), grand-duc (titulaire) de Toscane | Gottfried de Habsbourg-Toscane (1902-1984), grand-duc (titulaire) de Toscane |                                                |                                                |                                                |                                                |                                                                                     |  |  |  |                                                                   |                                                                   |                                                                   |                                                                   | Dorothée Marie de Bavière, princesse de Bavière (1920-2015)       | Dorothée Marie de Bavière, princesse de Bavière (1920-2015)       | Dorothée Marie de Bavière, princesse de Bavière (1920-2015) | Dorothée Marie de Bavière, princesse de Bavière (1920-2015) | Dorothée Marie de Bavière, princesse de Bavière (1920-2015) | Dorothée Marie de Bavière, princesse de Bavière (1920-2015) |                                                            |                                                            |                                                            |                                                            |  |  |  |  |  |  |  |  |  |  |  |  |  |  |  |  |  |  |  |  |  |  |  |  |
|  |  |                                                                         |                                                                         |                                                                         |                                                                         | Gottfried de Habsbourg-Toscane (1902-1984), grand-duc (titulaire) de Toscane | Gottfried de Habsbourg-Toscane (1902-1984), grand-duc (titulaire) de Toscane | Gottfried de Habsbourg-Toscane (1902-1984), grand-duc (titulaire) de Toscane | Gottfried de Habsbourg-Toscane (1902-1984), grand-duc (titulaire) de Toscane | Gottfried de Habsbourg-Toscane (1902-1984), grand-duc (titulaire) de Toscane | Gottfried de Habsbourg-Toscane (1902-1984), grand-duc (titulaire) de Toscane |                                                |                                                |                                                |                                                |                                                                                     |  |  |  |                                                                   |                                                                   |                                                                   |                                                                   | Dorothée Marie de Bavière, princesse de Bavière (1920-2015)       | Dorothée Marie de Bavière, princesse de Bavière (1920-2015)       | Dorothée Marie de Bavière, princesse de Bavière (1920-2015) | Dorothée Marie de Bavière, princesse de Bavière (1920-2015) | Dorothée Marie de Bavière, princesse de Bavière (1920-2015) | Dorothée Marie de Bavière, princesse de Bavière (1920-2015) |                                                            |                                                            |                                                            |                                                            |  |  |  |  |  |  |  |  |  |  |  |  |  |  |  |  |  |  |  |  |  |  |  |  |
|  |  |                                                                         |                                                                         |                                                                         |                                                                         |                                                                              |                                                                              |                                                                              |                                                                              |                                                                              |                                                                              |                                                |                                                |                                                |                                                |                                                                                     |  |  |  |                                                                   |                                                                   |                                                                   |                                                                   |                                                                   |                                                                   |                                                             |                                                             |                                                             |                                                             |                                                            |                                                            |                                                            |                                                            |  |  |  |  |  |  |  |  |  |  |  |  |  |  |  |  |  |  |  |  |  |  |  |  |
|  |  |                                                                         |                                                                         |                                                                         |                                                                         |                                                                              |                                                                              |                                                                              |                                                                              |                                                                              |                                                                              |                                                |                                                |                                                |                                                | Léopold-François de Habsbourg-Toscane (1942-2021), grand-duc (titulaire) de Toscane |  |  |  |                                                                   |                                                                   |                                                                   |                                                                   |                                                                   |                                                                   |                                                             |                                                             |                                                             |                                                             |                                                            |                                                            |                                                            |                                                            |  |  |  |  |  |  |  |  |  |  |  |  |  |  |  |  |  |  |  |  |  |  |  |  |